# Holothuria (Theelothuria)
Sous-genre
Holothuria (Theelothuria) est un sous-genre de concombres de mer de la famille des Holothuriidae. 

## Description et caractéristiques
Ce sont des holothuries tropicales, répandues dans les trois principaux bassins océaniques. La plupart des espèces sont de taille moyenne (entre 10 et 25 cm à la maturité), avec un tégument extrêmement fin (rarement plus d'1 mm d'épaisseur) et rêche. Elles sont hérissées de papilles arrondies plus ou moins prononcées (petites ou grandes et coniques suivant les espèces), et agrandies sur la marge en contact avec le sédiment pour former une courte jupe. Un collier de papilles entoure chez certaines espèces les tentacules buccaux, qui sont au nombre de 18 à 20. Elles ont une silhouette arquée dorsalement, avec un trivium (face ventrale) plat, ponctué de podia disposés sans ordre apparent. 
D'un point de vue squelettique, l'anneau calcaire péripharyngien est bien développé et solide dans ce sous-genre, et les spicules comptent notamment des tables caractéristiques (souvent en forme de punaise). 

## Liste des espèces
Historiquement, ce groupe fut proposé par Elisabeth Deichmann (d) en tant que genre à part entière, mais les données scientifiques récentes l'ont placé au rang de sous-genre du vaste genre Holothuria. 
Selon World Register of Marine Species (3 décembre 2016) :
- Holothuria aspertita Cherbonnier & Féral, 1976 -- Philippines
- Holothuria cadelli Bell, 1887 -- Océan Indien oriental
- Holothuria duoturriforma Thandar, 2007 -- Océan Indien sud-ouest (Afrique du sud)
- Holothuria foresti Cherbonnier & Féral, 1981 -- Philippines
- Holothuria hamata Pearson, 1913 -- Mer Rouge, Océan Indien et Pacifique sud-ouest (discontinue)
- Holothuria imperator Deichmann, 1930 -- Golfe du Mexique
- Holothuria klunzingeri Lampert, 1885 -- Indo-Pacifique tropical
- Holothuria kurti Ludwig, 1891 -- Indo-Pacifique tropical
- Holothuria longicosta Thandar, 2007 -- Océan Indien sud-ouest (Afrique du sud)
- Holothuria maculosa Pearson, 1913 -- Océan Indien
- Holothuria michaelseni Erwe, 1913 -- Australie sud-ouest
- Holothuria notabilis Ludwig, 1875 -- Océan Indien et Pacifique sud-ouest (discontinue : Madagascar, Indonésie, Singapour)
- Holothuria paraprinceps Deichmann, 1938 -- Golfe de Californie
- Holothuria princeps Selenka, 1867 -- Golfe du Mexique
- Holothuria pseudonotabilis Thandar, 2007 -- Océan Indien sud-ouest (Afrique du sud)
- Holothuria spinifera Théel, 1886 -- Indo-Pacifique tropical
- Holothuria squamifera Semper, 1868 -- Île de Pâques
- Holothuria turriscelsa Cherbonnier, 1980 -- Nouvelle-Calédonie

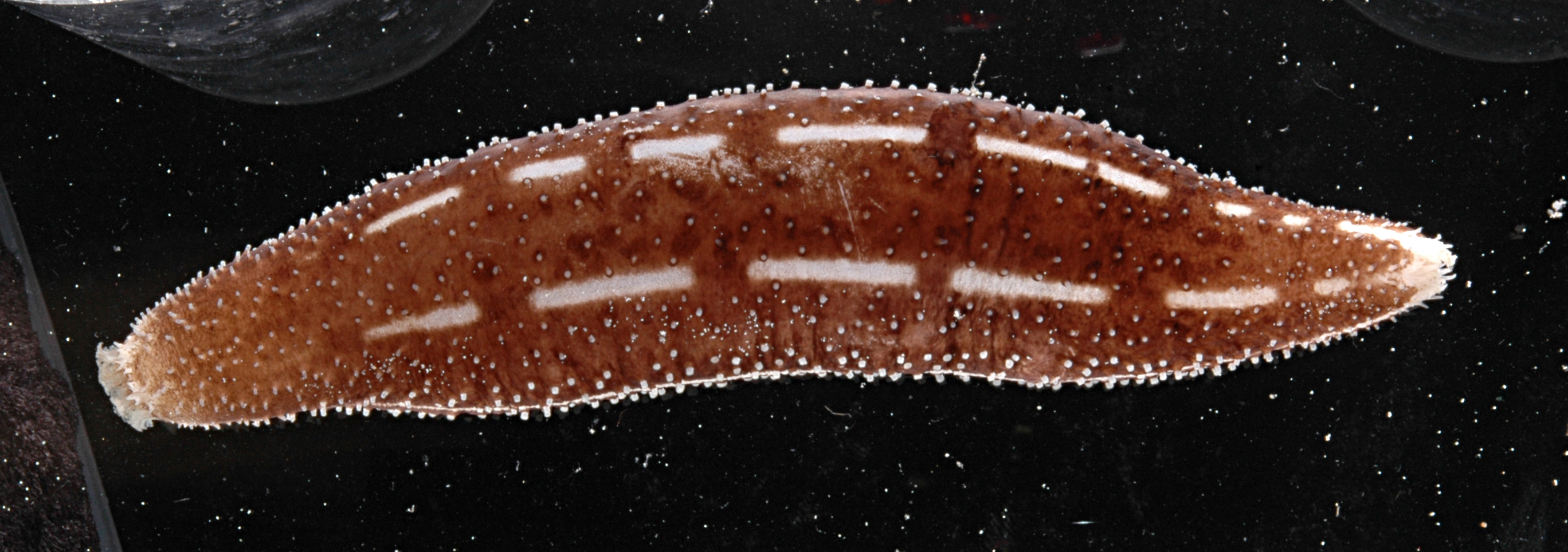
Holothuria michaelseni.
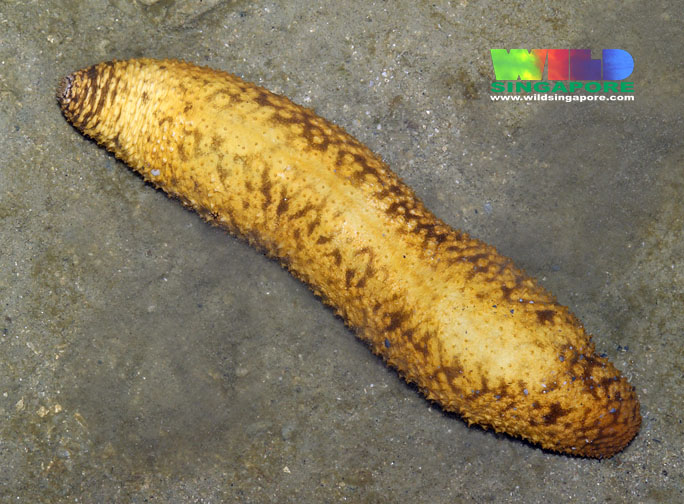
Holothuria notabilis.
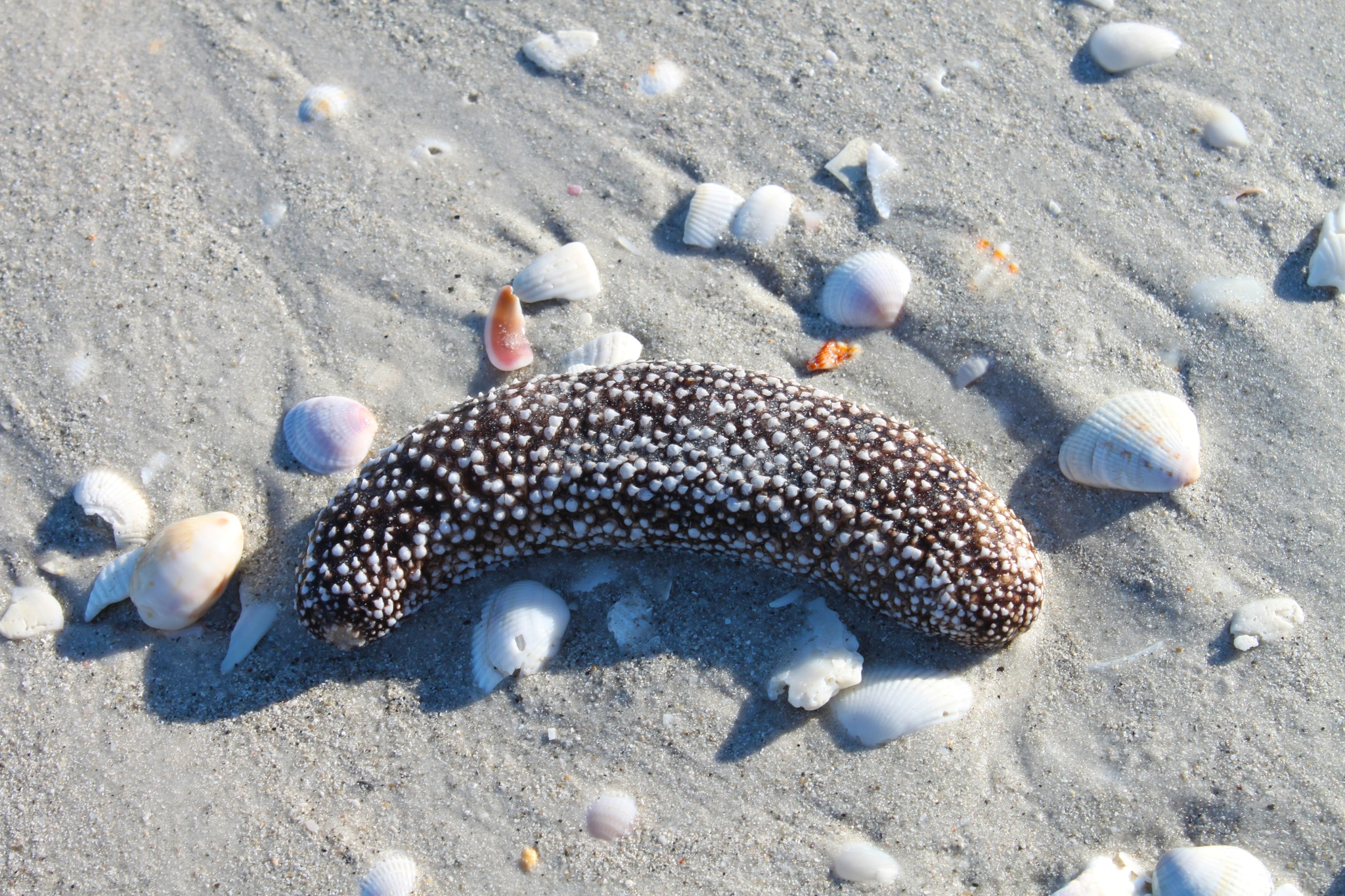
Holothuria princeps.